# Andre Roberts
Andre Roberts (Columbia, 9 gennaio 1988) è un giocatore di football americano statunitense che milita nei ruoli di wide receiver e punt returner per i Carolina Panthers della National Football League (NFL). Fu scelto nel corso del terzo giro (88º assoluto) del Draft NFL 2010 dagli Arizona Cardinals. Al college ha giocato a football a The Citadel, The Military College of South Carolina.

## Carriera

### Arizona Cardinals
Roberts fu scelto nel corso del terzo giro del Draft NFL 2010 dagli Arizona Cardinals. Segnò il suo primo touchdown contro i Minnesota Vikings, in una sconfitta 27-24 ai supplementari. Il secondo lo segnò grazie a una ricezione da 74 yard il giorno di Natale contro i Dallas Cowboys, in una gara che i Cardinals vinsero all'ultimo minuto 27-26. Nella stagione successiva, Robert divenne stabilmente titolare nell'attacco di Arizona, ricevendo 586 yard e segnando 2 touchdown.
Nella vittoria della settimana 4 della stagione 2012 contro i Miami Dolphins, Roberts ricevette 118 yard e segnò due touchdown su ricezione. Un'altra ottima prova la disputò nella settimana 7 in cui ricevette 103 yard e segnò un touchdown contro i Vikings. La sua annata si concluse con i nuovi primati personali per ricezioni (64), yard ricevute (759) e touchdown (5).
Il primo touchdown della stagione 2013 lo segnò nella vittoria della settimana 10 sugli Houston Texans.

### Washington Redskins
L'11 marzo 2014, Roberts firmò con i Washington Redskins. Il primo touchdown con la nuova maglia lo segnò contro i Giants nella settimana 4 e andò a segno anche nel turno successivo contro i Seahawks.

### New York Jets
Nel 2018 Roberts firmò con i New York Jets. A fine stagione fu convocato per il suo primo Pro Bowl ed inserito nel First-team All-Pro come ritornatore.

### Buffalo Bills
Il 13 marzo 2019 Roberts firmò un contratto biennale con i Buffalo Bills. A fine anno fu convocato per il suo secondo Pro Bowl al posto di Mecole Hardman, impegnato nel Super Bowl LIV.

### Houston Texans
Il 16 marzo 2021 Robert firmò con gli Houston Texans un contratto biennale del valore di 5,95 milioni di dollari. A fine stagione fu inserito nel Second-team All-Pro dopo avere guidato la NFL con 1.010 yard su ritorno di kickoff.

### Los Angeles Chargers
Il 21 ottobre 2021 Roberts firmò con i Los Angeles Chargers.

### Carolina Panthers
Il 2 maggio 2022 Roberts firmò con i Carolina Panthers.

## Palmarès
- Convocazioni al Pro Bowl: 3

2018, 2019, 2020
- First-team All-Pro: 1

2018
- Second-team All-Pro: 2

2020, 2021